# Luka Bebić
Luka Bebić, hrvaški politik, * 21. avgust 1937, Desne.
Vse od osamosvojitve pa do leta 2011 je bil kot član Hrvaške demokratske skupnosti poslanec hrvaškega Sabora, med letoma 2008 in 2011 je bil njegov predsednik. Leta 1991 je bil kratek čas tudi minister za obrambo Republike Hrvaške.